# 150

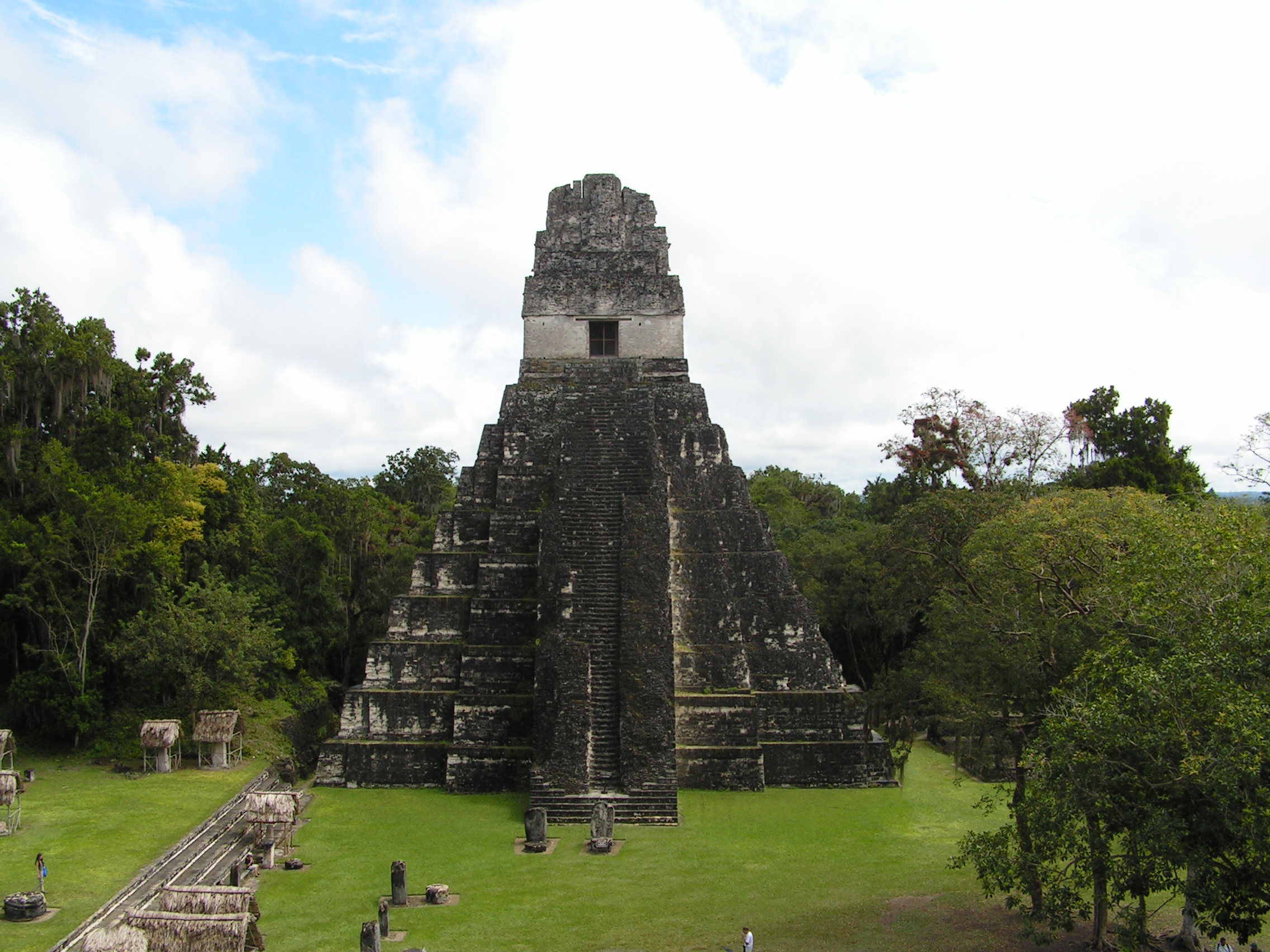
De zonnetempel in Tikal (Guatemala)

Het jaar 150 is het 50e jaar in de 2e eeuw volgens de christelijke jaartelling.

## Gebeurtenissen

### Europa
- Forum Hadriani (huidige Voorburg) wordt voltooid, de Romeinse kolonie krijgt officieel stadsrechten en wordt een municipium.

### Egypte
- In Alexandrië breekt een religieuze opstand uit tegen de Romeinen. De Bibliotheek van Alexandrië wordt door christenen bezet, in de stad worden tempels geplunderd.

### Mexico
- El Mirador raakt in verval – waarschijnlijk als gevolg van misoogsten, ofwel door opstandelingen die de heersende elite ten val brengt. Het machtscentrum verschuift naar Tikal, zo'n 80 kilometer zuidwaarts.

## Geboren
- Aemilius Papinianus, Romeins jurist en praefectus praetorio (overleden 212)
- Decimus Clodius Albinus, Romeins veldheer en usurpator (overleden 197)

## Overleden
- Claudius Ptolemaeus (63), Grieks astronoom en wiskundige